# 京成大和田駅

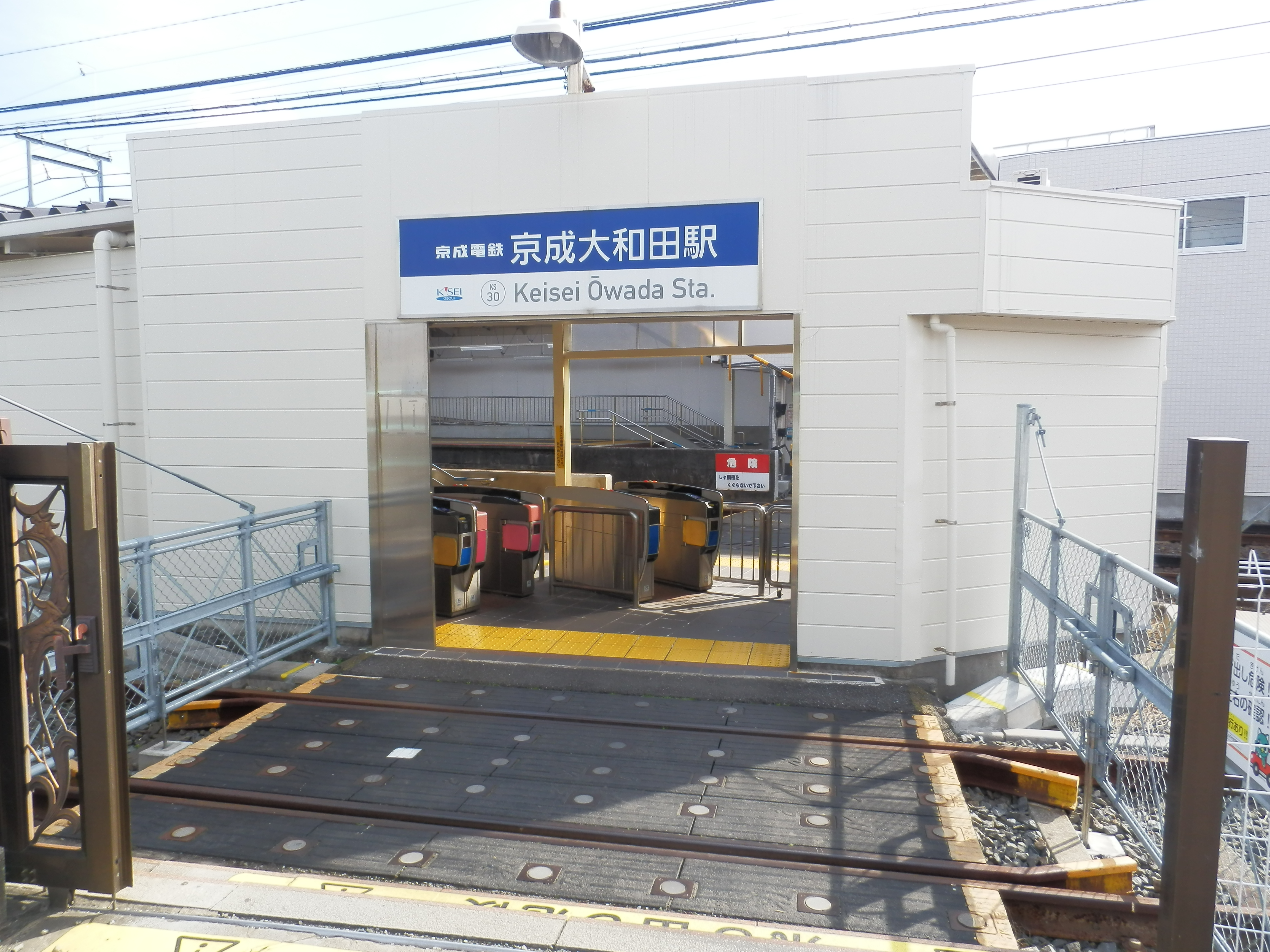
北口（2018年11月）

京成大和田駅（けいせいおおわだえき）は、千葉県八千代市大和田にある、京成電鉄本線の駅である。駅番号はKS30。

## 歴史
- 1926年（大正15年）12月9日 - 大和田駅として開業[1][2]。八千代市内で最も古い駅である。
- 1931年（昭和6年）11月18日 - 京成大和田駅に改称[1][3]。
- 1968年（昭和43年）- ホーム延長、同時に勝田台方に引き上げ線を新設、当駅始発・終着が設定される[4]。
- 2018年（平成30年）3月17日 - バリアフリー化工事が完了[5]。あわせて下り線側の臨時改札口の営業時間を始発から終電に拡大、北改札口となる（上り線側の改札口は南改札口に改称）[5]。

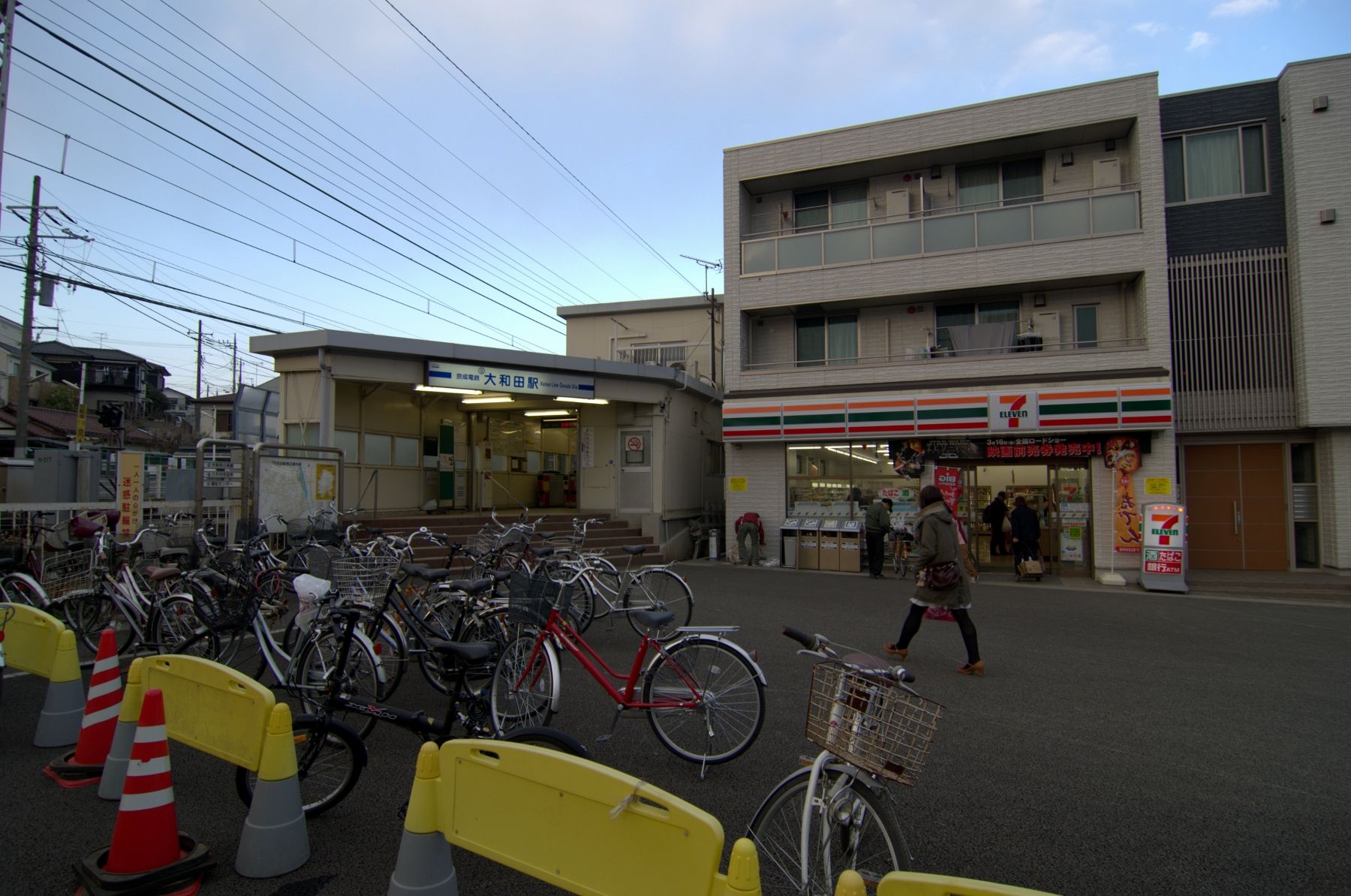
改良工事前の駅舎（2012年3月）
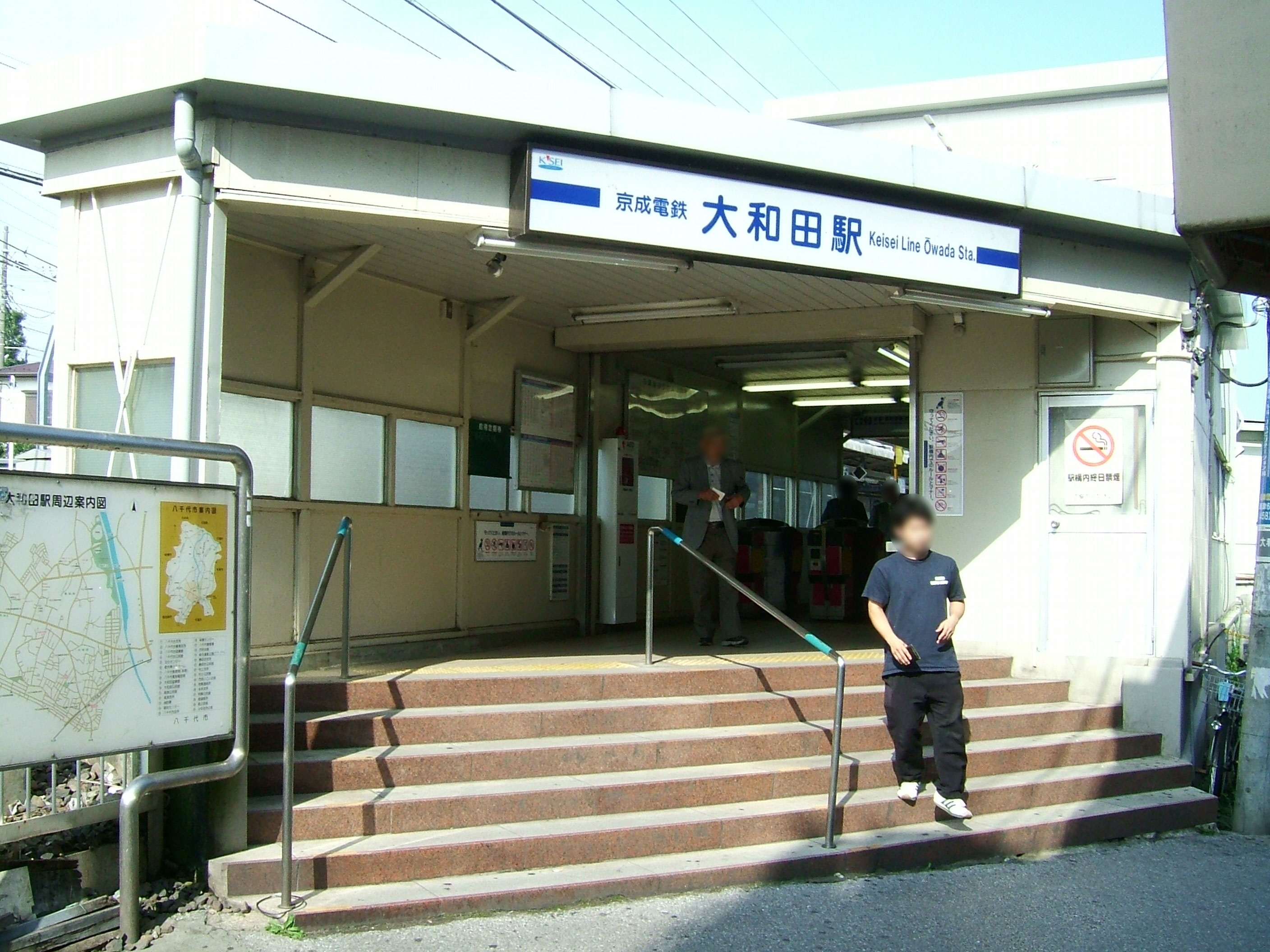
駅前再開発前の駅出入口付近（2008年9月）
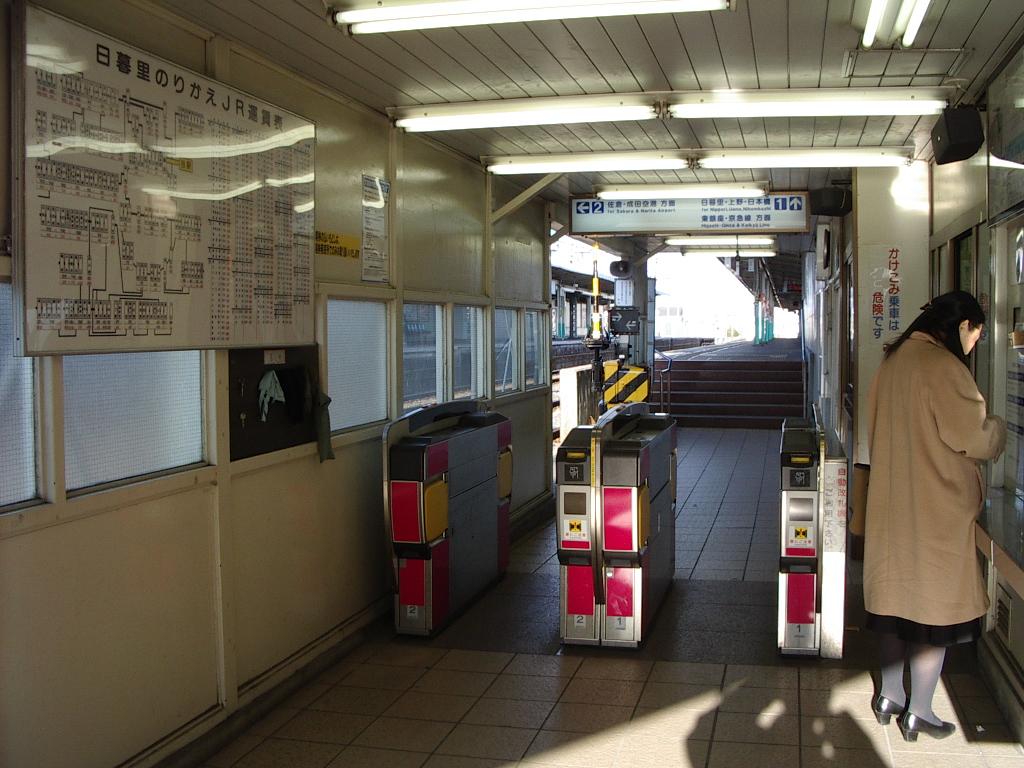
改良工事前の南改札口（2007年2月）
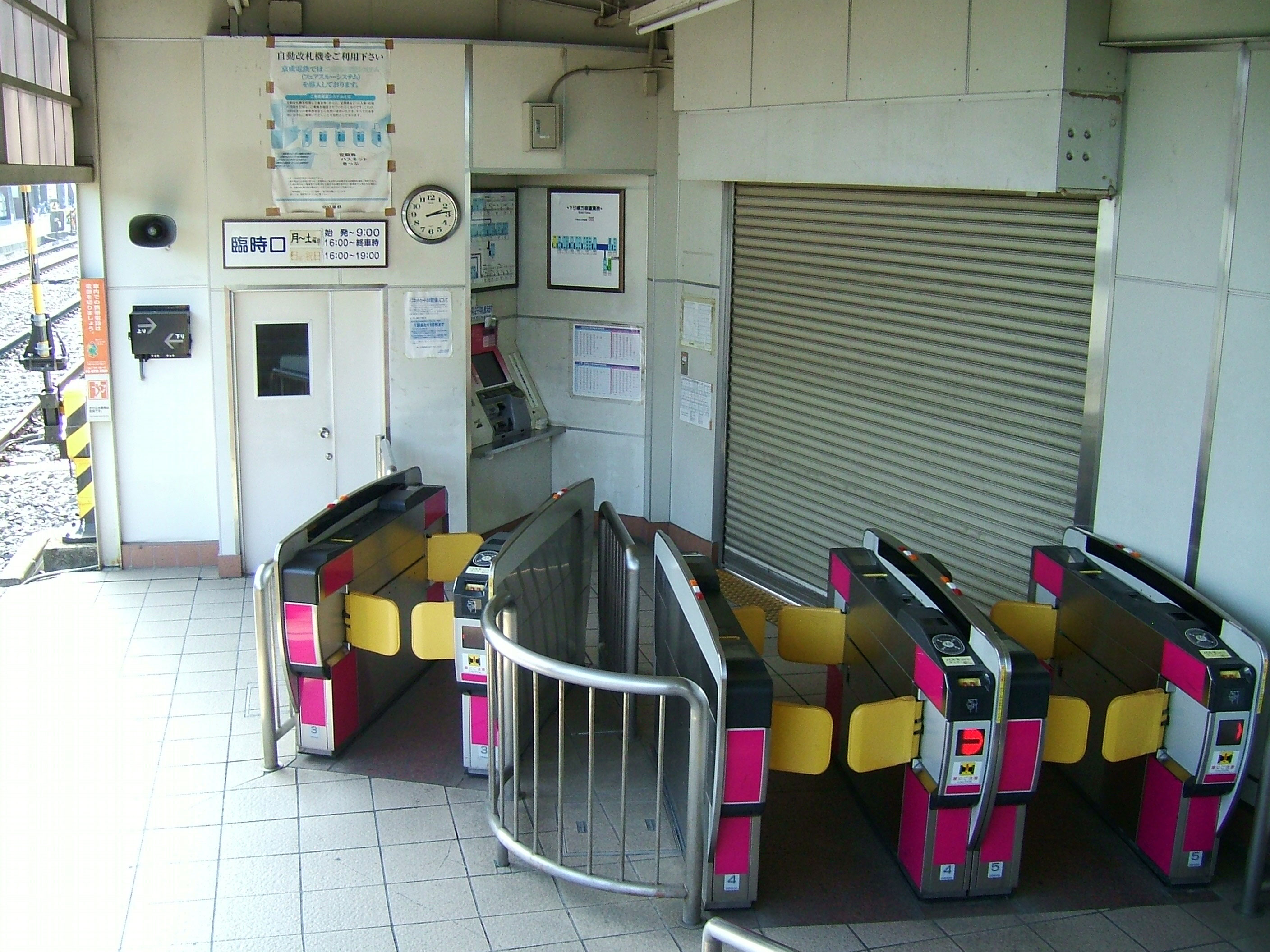
臨時改札口であった頃の北改札口（2008年9月）

## 駅構造
相対式ホーム2面2線を有する地上駅（勝田台駅管理) 。下り線側ホーム後方には保線機器用の車庫がある。これはかつて待避線があり、追い越し可能駅だった名残で、東側の敷地形状にもその名残がある。 八千代台駅開業後は追い越し不可能になった。
勝田台駅寄りに引き上げ線があることから平日朝夕の京成上野方面からの一部電車に当駅始発・終着が設定され、土曜・休日ダイヤも1往復だけ朝時間帯に使用される。
1996年（平成8年）ダイヤ改正までは、日中時間帯で40分に1本の割合で当駅折り返し列車が存在したが、2006年（平成18年）12月10日のダイヤ改正で土曜・休日ダイヤの一部電車で当駅始発・終着が再設定された。
自動改札機設置の有人駅である。改札口は上り線側の南改札口と下り線側の北改札口がある。北改札口は2018年（平成30年）3月16日までは臨時改札口であり、月曜日 - 土曜日は始発 - 9時および16時 - 終電まで、日曜日・祝日は16時 - 19時のみ利用可能で、それ以外は閉鎖されていた。八千代台寄りにある構内踏切は、安全を確保するため遮断桿の降下・上昇速度が速くなっている。

### のりば
| 番線 | 路線     | 方向 | 行先                                              |
| ---- | -------- | ---- | ------------------------------------------------- |
| 1    | 京成本線 | 上り | 京成船橋・日暮里・京成上野・押上・ 都営浅草線方面 |
| 2    | 京成本線 | 下り | 京成佐倉・京成成田・ 成田空港方面                 |

- 上表の路線名は成田空港線開業後の旅客案内の名称に基づいている。

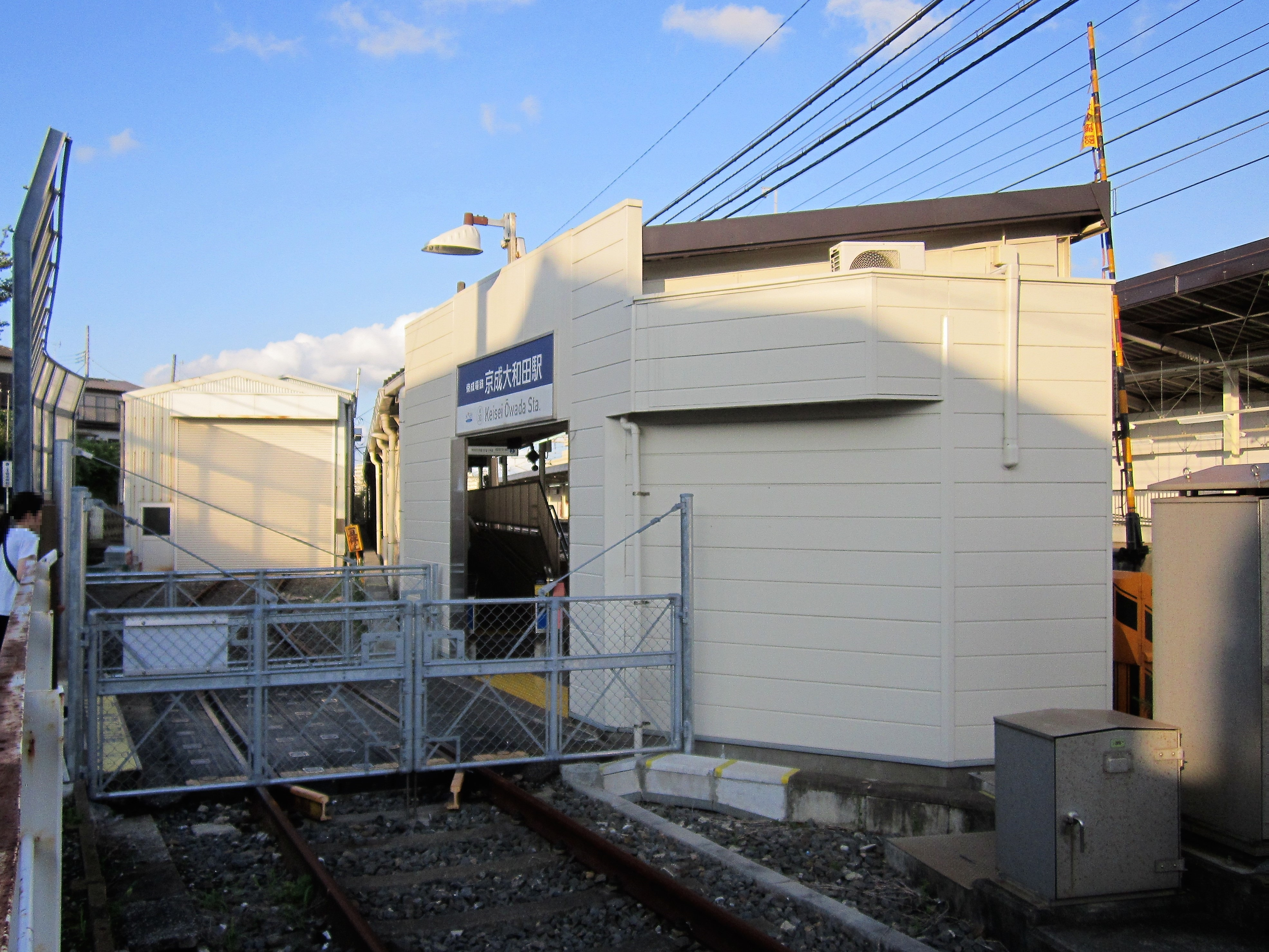
北口および保線機器用の車庫（2019年7月）
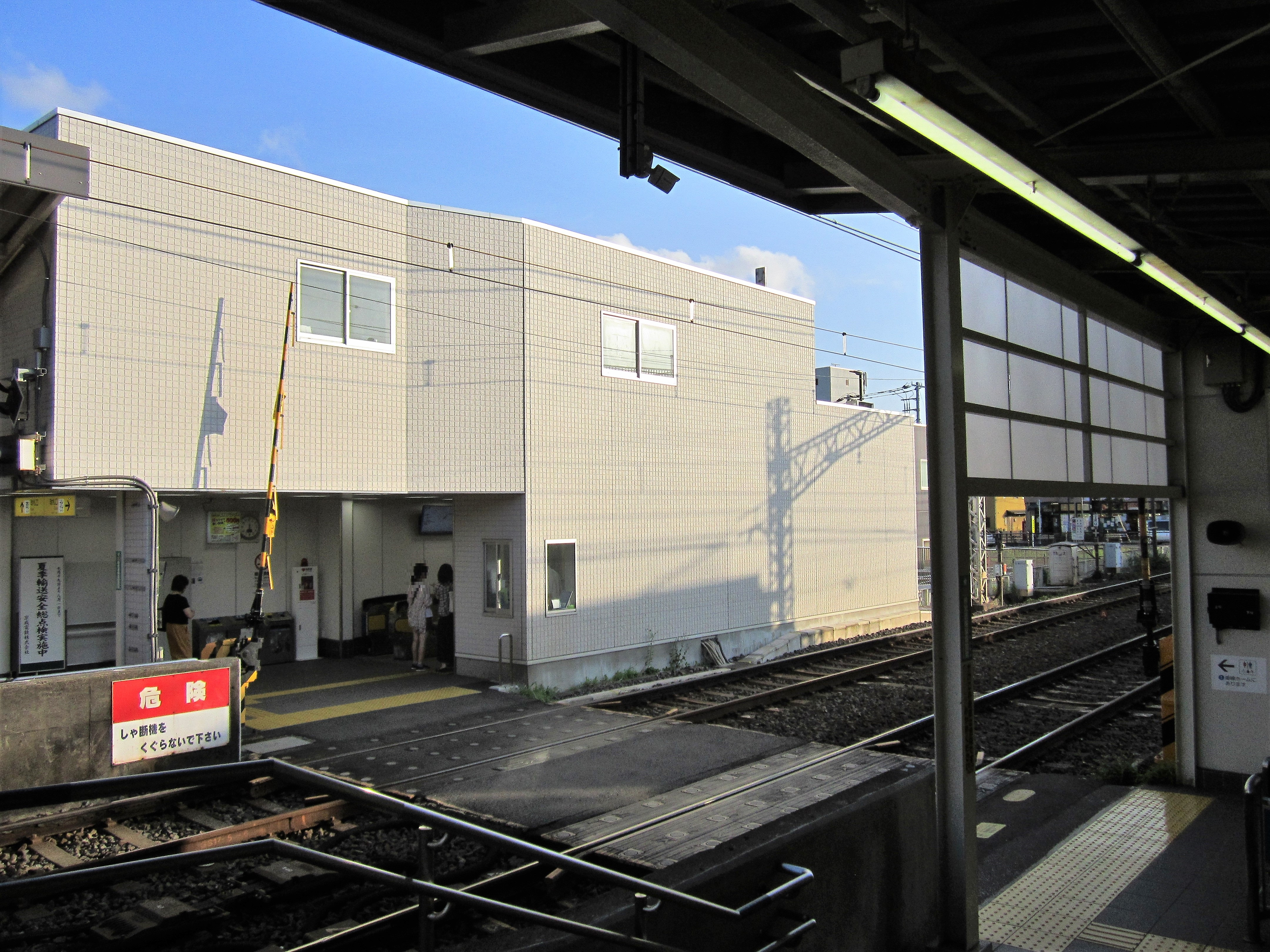
構内踏切（2019年7月）
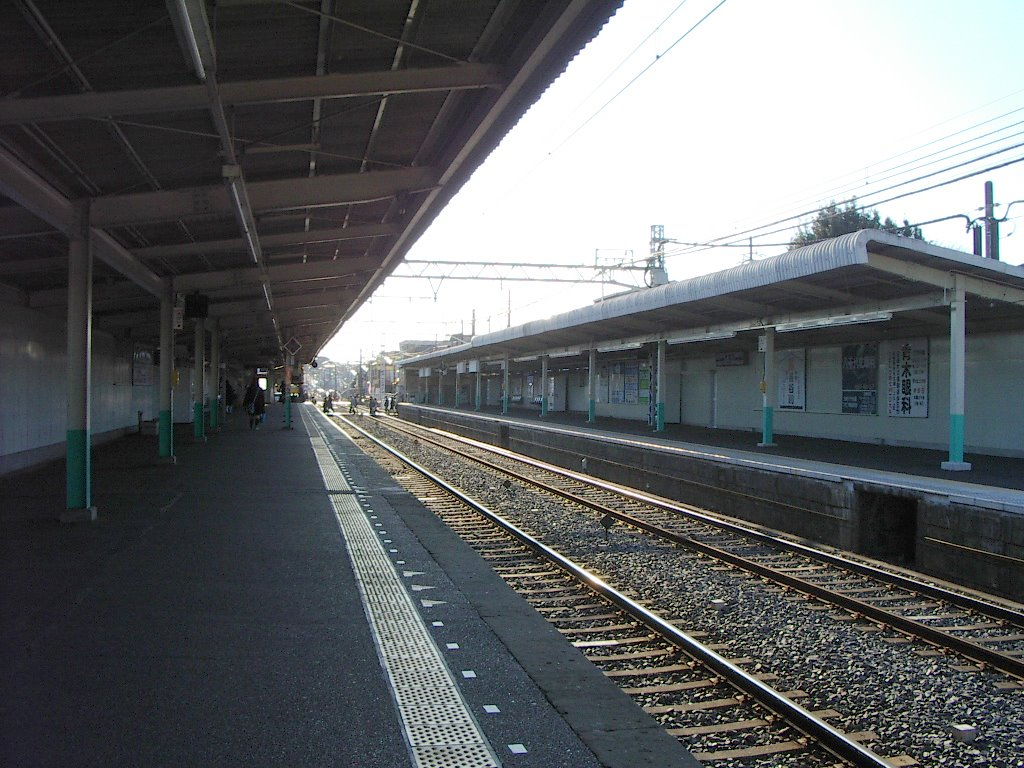
駅ホーム（2007年2月）

## 利用状況
2024年度の一日平均乗降人員は12,139人である。
近年の一日平均乗降・乗車人員推移は下表の通り。
| 年度               | 一日平均 乗降人員 | 一日平均 乗車人員 |
| ------------------ | ----------------- | ----------------- |
| 1998年（平成10年） |                   | 8,234             |
| 1999年（平成11年） |                   | 7,965             |
| 2000年（平成12年） |                   | 7,715             |
| 2001年（平成13年） |                   | 7,489             |
| 2002年（平成14年） |                   | 7,237             |
| 2003年（平成15年） | 14,084            | 6,991             |
| 2004年（平成16年） | 13,618            | 6,830             |
| 2005年（平成17年） | 13,578            | 6,779             |
| 2006年（平成18年） | 13,091            | 6,547             |
| 2007年（平成19年） | 12,846            | 6,454             |
| 2008年（平成20年） | 12,843            | 6,460             |
| 2009年（平成21年） | 12,530            | 6,309             |
| 2010年（平成22年） | 12,303            | 6,200             |
| 2011年（平成23年） | 12,088            | 6,092             |
| 2012年（平成24年） | 12,106            |                   |
| 2013年（平成25年） | 12,201            |                   |
| 2014年（平成26年） | 12,224            |                   |
| 2015年（平成27年） | 12,360            |                   |
| 2016年（平成28年） | 12,447            |                   |
| 2017年（平成29年） | 12,487            |                   |
| 2018年（平成30年） | 12,584            |                   |
| 2019年（令和元年） | 12,638            | 6,370             |
| 2020年（令和02年） | 9,806             | 4,938             |
| 2021年（令和03年） | 10,220            | 5,142             |
| 2022年（令和04年） | 11,123            | 5,606             |
| 2023年（令和05年） | 11,776            | 5,935             |
| 2024年（令和06年） | 12,139            | 6,122             |

## 駅周辺
駅東側には国道16号、北側には国道296号、千葉県道201号大和田停車場線、千葉県道262号幕張八千代線が走る。
南改札口より東側に進むと、駅前ロータリー交差点（タクシープール、バス停留所）が整備されている。かつて駅南側を中心に小規模スーパーを含む商店街が形成されていたが、1969年（昭和44年）に立案された八千代市による「大和田駅南地区土地区画整理事業」により、線路の南側に位置する商店が立ち退きとなった。換地処分を経て2020年（令和2年）5月19日付で精算が済み、事業立案から50年以上を要した区画事業がようやく完了した。駅前の区画整理で作られた土地は住宅が中心となっている。

### 北口

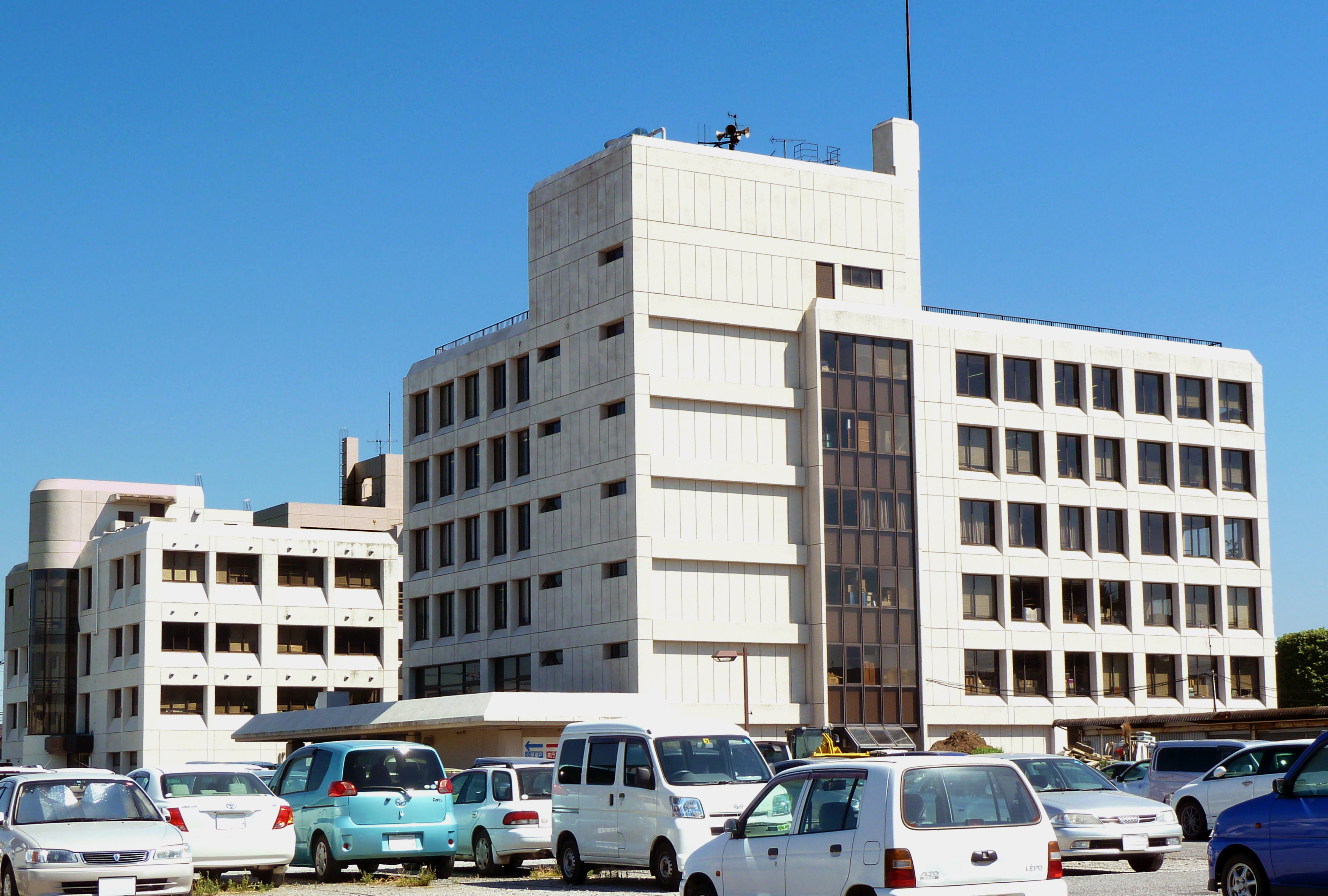
八千代市役所

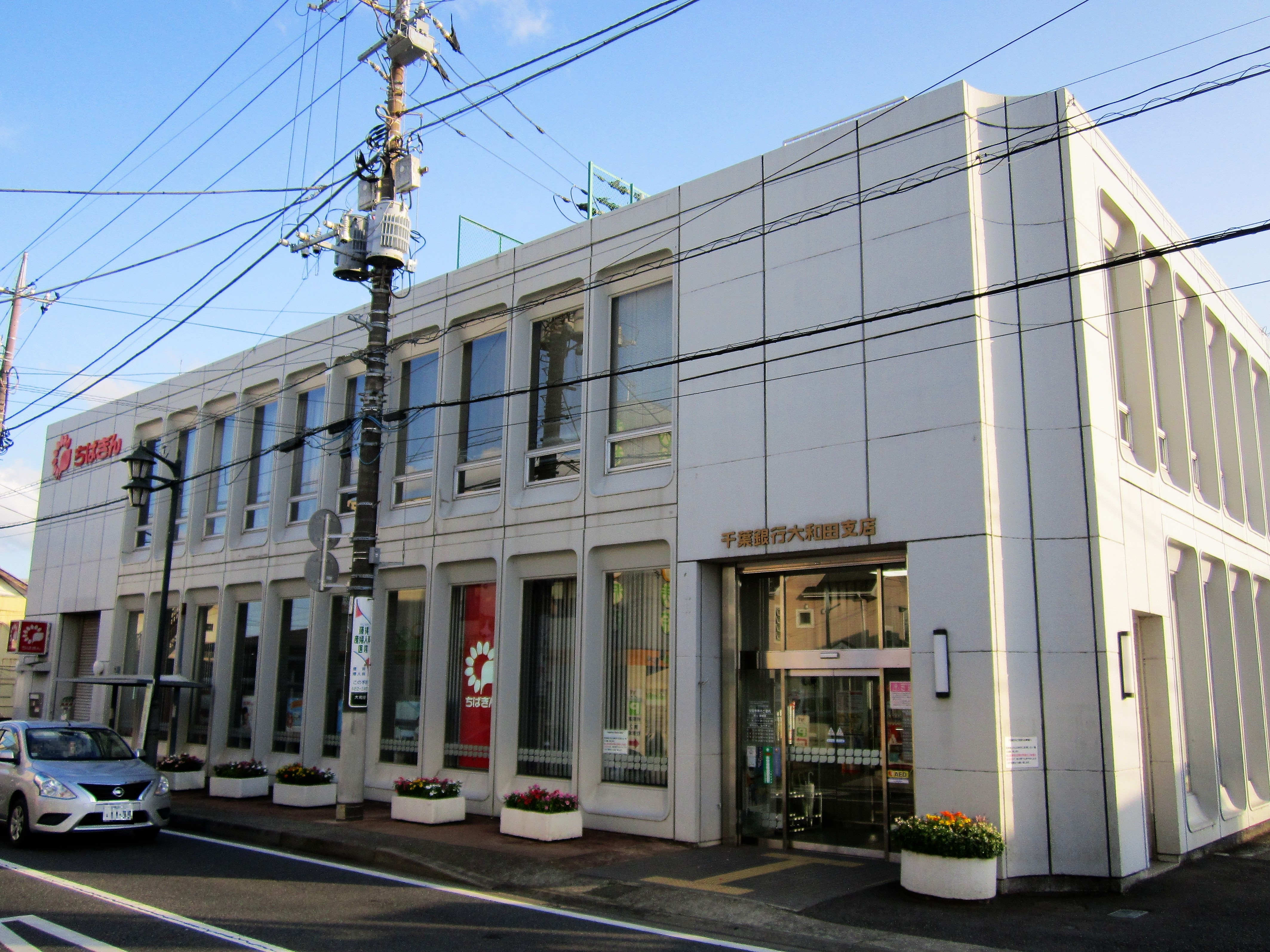
千葉銀行 大和田支店

北口より1.5キロメートルの位置に東葉高速鉄道東葉高速線の村上駅が位置する。八千代中央駅へも徒歩で30分強で行くことはできる。
- 八千代市役所
- 八千代警察署
- 八千代市市民会館
- 八千代市保健センター
- 八千代市立図書館 大和田図書館
- 八千代市立八千代中学校
- 八千代市立大和田中学校
- 八千代市立大和田小学校
- 八千代市立大和田南小学校
- 八千代リハビリテーション学院
- 八千代大和田郵便局
- 八千代大和田新田郵便局
- 八千代台北郵便局
- 千葉銀行 大和田支店
- 千葉信用金庫 大和田支店
- 東京東信用金庫 八千代支店
- 中央労働金庫 八千代支店
- JA八千代市 大和田支店
- ビッグ・エー 八千代大和田店
- フードマーケットカスミ 八千代大和田店
- ヤックスドラッグ 大和田店
- クリエイトSD 京成大和田店
- ヨコヤマ（インテリア総合商社）本社
- 小板橋時平神社
- 長妙寺 - 八百屋お七の墓がある。駅スタンプにも京成バラ園とともに図柄として使用されている。
- 八千代総合運動公園
  - 八千代市市民体育館
  - 桜の広場・テニスコート
- 八千代台北子供の森

### 南口

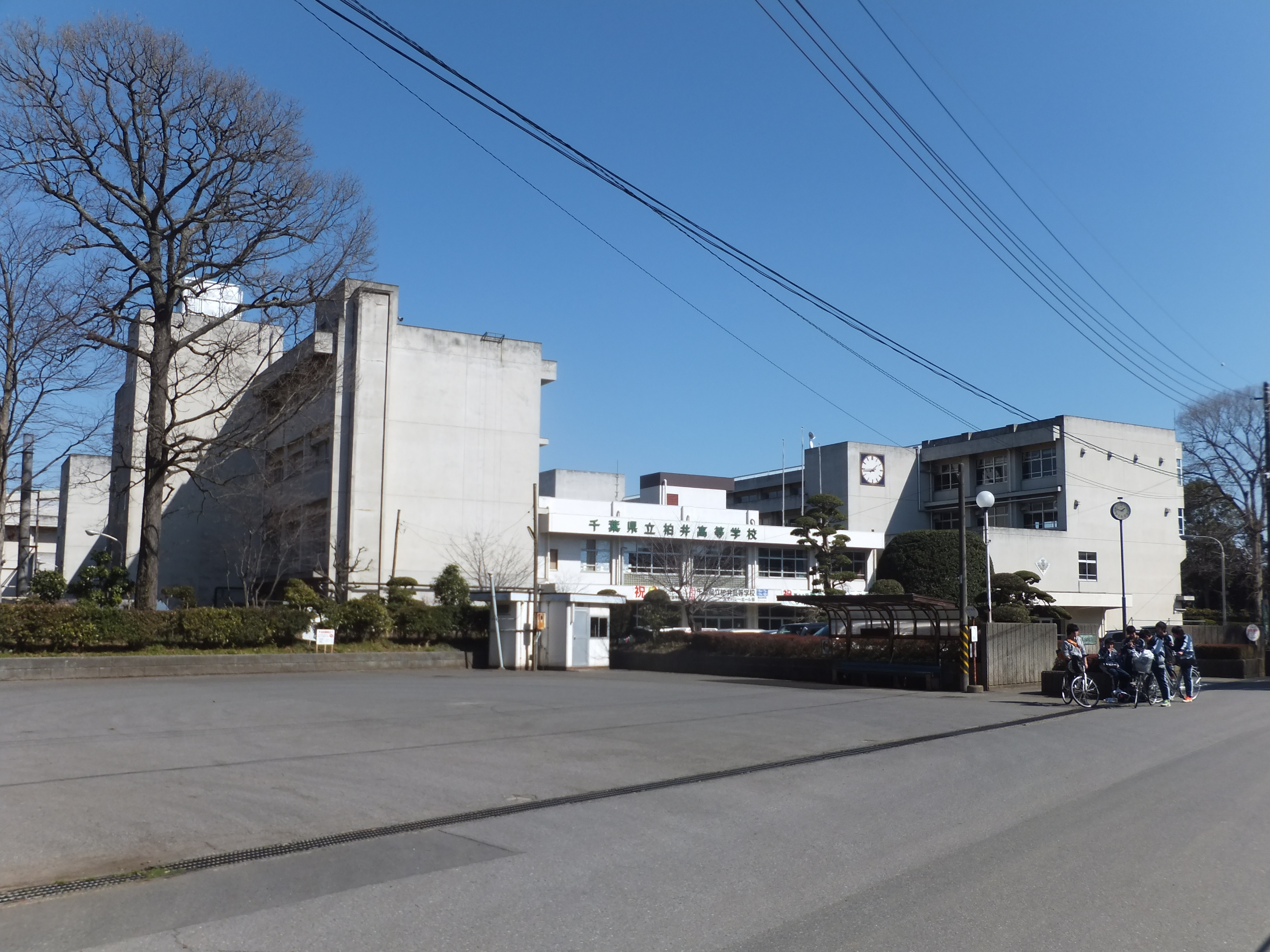
千葉県立柏井高等学校

- 八千代警察署 大和田駅前交番
- 千葉県立柏井高等学校
- 千葉市立柏井小学校
- 鷹ノ台ドライビングスクール
- スーパーチェーンカワグチ 大和田店
- 鷹之台カンツリー倶楽部
- 大和田南第1公園
- 八千代台近隣公園
- 八千代台東子供の森

## バス路線
駅の南側にあるロータリーから、京成バスによる路線バスが運行されている。
- 八千13：いきいきプラザ / 草野車庫 / 八千代台駅

今は路線バスの本数が5-6往復と少ないが、当駅開業当初（大和田駅時代）は東洋バスや電鉄直営時代の京成バスが多数発着していた。それが、隣の八千代台駅や勝田台駅が開業すると、両者に集中するようになり、1996年4月27日以降になると、前述の東葉高速線が開業した影響で更に路線バスが減り、1999年4月27日に萱田線の廃止で一旦、京成バスが撤退した。
2010年8月2日以降、ちばグリーンバスの深夜急行バス「新橋駅 - 京成佐倉駅」のみが停車していた。2014年9月より八千代市コミュニティバス 大和田ルートの試験運行が開始されたものの、利用状況を踏まえて2016年7月31日に廃止となった。

## 隣の駅
京成電鉄
 本線
■快速特急・■特急・■通勤特急
通過
■快速・■普通
八千代台駅 (KS29) - 京成大和田駅 (KS30) - 勝田台駅 (KS31)